# 가금 콜레라

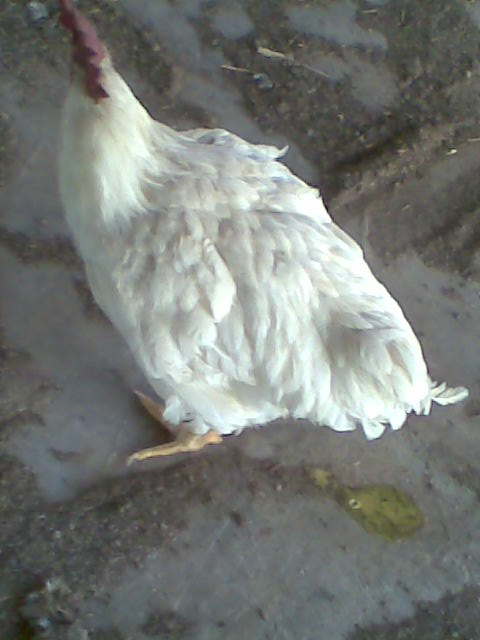
가금 콜레라에 감염되어 묽은 녹색 변을 보는 수탉

가금 콜레라(Avian cholera)는 닭이나 오리와 같은 가금류와 야생 조류에서 발생하는 세균성 감염병이다. 조류 콜레라라고도 한다. 파스튜렐라속의 세균, 특히 파스튜렐라 뮬토시다(Pasteurella multocida)에 의한 감염이 주된 원인이다. 잠복기는 24 - 36시간 정도로 매우 빠른 편이며, 급성형은 발병 후 몇 시간 안에 폐사하고 만성형은 흉골낭에 고름주머니가 잡히고 관절염을 보이며 산란 저하를 일으킨다. 사람도 걸릴 수 있기 때문에 주변에 가금 콜레라가 발생하면 애완동물의 위생에 주의를 기울여야 한다

## 발병
발병의 주된 원인은 감염된 조류가 직접 접촉하는 경우로 다른 세균성 감염병과 달리 분뇨에 의한 전파율은 낮다. 따라서 가금류의 경우 케이지 사육보다 자유롭게 이동할 수 있도록 사육하는 경우가 발병률이 높다.ref name="수의유전자은행" /> 야생에서는 1만 마리 이상의 조류가 한꺼번에 떼죽음을 당하는 경우도 있다. 조류 외에도 포유류 동물이나 사람도 감염되며, 설치류와 같은 작은 포유류의 코 속에 몇 년 동안 균주가 자리잡아 지속적인 전파의 원인이 된다.

## 증상
급성 가금 콜레라로 폐사한 조류는 폐혈증을 보인다. 치사율은 70 ~ 80%로 매우 높다. 만성형인 경우 종창·결막염증 등의 증상을 보인다.

## 치료
테트라시클린과 같은 항생제를 투여하여 치료한다.

## 예방
가금 콜레라의 원인균인 파스튜렐라 뮬토시다에 대한 백신이 개발되어 있다.

## 역사
가금 콜레라의 발생은 18세기부터 알려져 있었으나 1880년 대에 루이 파스퇴르가 최초로 원인균을 분리하여 규명하였다. 유럽의 토착 질병이었으나 1943년 무렵엔 북아메리카의 야생 조류에서도 대규모 발병이 확인되었다. 2000년 10월 대한민국 천수만의 철새도래지에서 발생하여 1만 마리 이상의 야생 조류가 폐사하였다. 이는 야생조류가 한국에서 감염성 질병으로 집단 폐사한 최초의 사례였다. 2011년에는 캐나다의 그린랜드를 비롯한 북극권에서 발생하여 솜털오리가 집단 폐사한 바 있다.